# Regionfullmäktige

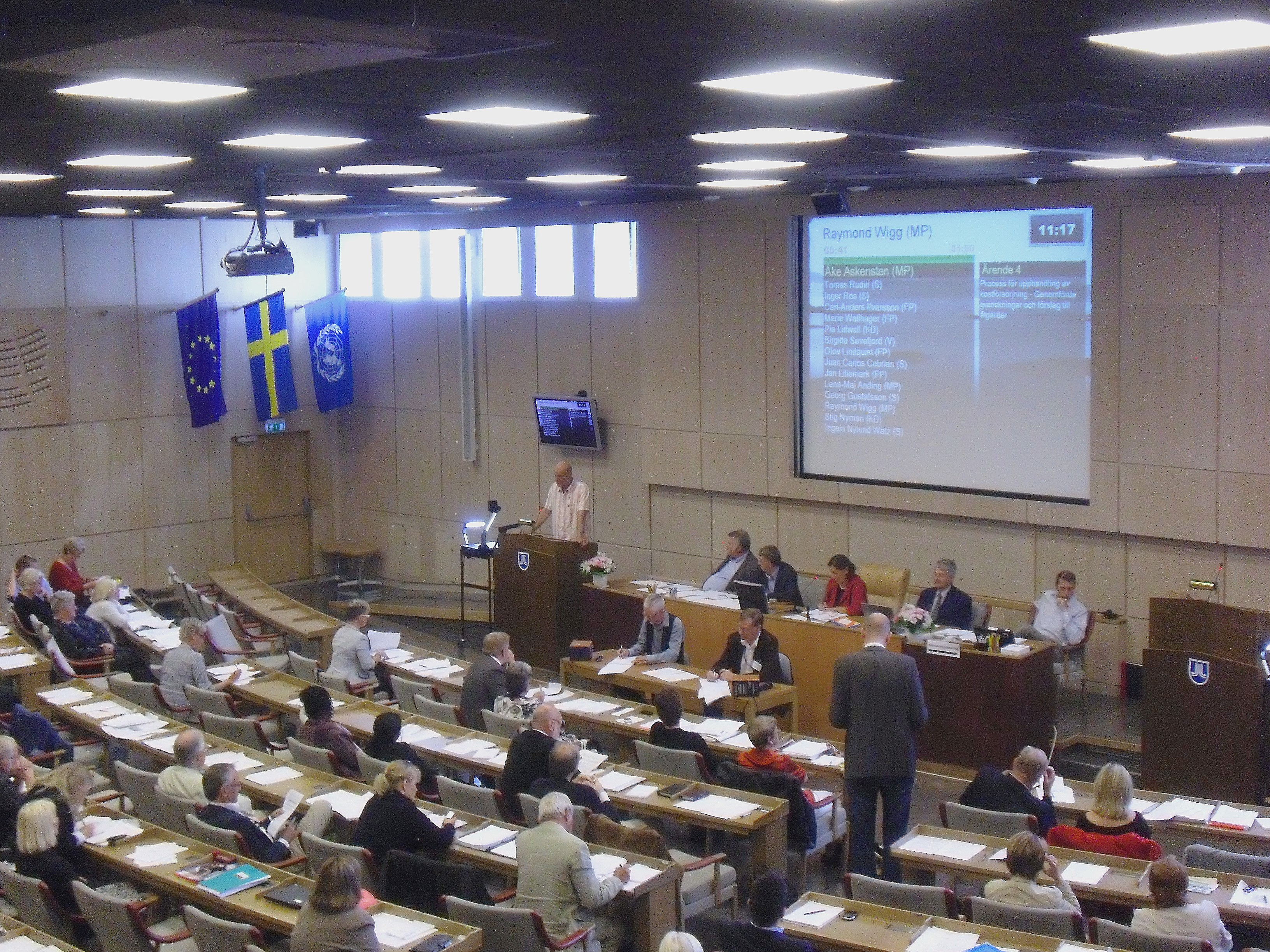
Landstingsfullmäktige i Stockholms läns landsting sammanträder 2009.

Regionfullmäktige (tidigare landstingsfullmäktige) är i Sverige en regions högsta beslutande organ. Val till regionfullmäktige sker vart fjärde år. Regionfullmäktige består av ett antal regionfullmäktigeledamöter som kan variera från 31 ledamöter i regioner med färre än 140 000 invånare till 149 ledamöter i Region Stockholm, Västra Götalandsregionen och Region Skåne. Från och med 2020 benämns fullmäktige i alla Sveriges regioner för regionfullmäktige istället för den tidigare benämningen landstingsfullmäktige, då Sveriges landsting övergick till att kallas regioner.
Regionfullmäktige leds av ett presidium med en ordförande och en eller flera vice ordförande. Regionfullmäktige utser ledamöter i regionstyrelsen samt ledamöter i övriga nämnder och fullmäktigeberedningar. Föredragningsansvar i regionfullmäktige har regionråd samt i vissa förekommande fall nämndordförande.
Regionfullmäktiges arbetsformer regleras i Kommunallagen.
Det tidigare begreppet landstingsfullmäktige infördes 1991 i samband med att en ny, för kommuner och landsting gemensam, kommunallag trädde i kraft. Tidigare kallades detta organ för landsting, medan själva enheten kallades landstingskommun (enligt 1954 års landstingslag) eller landstingsområde. Det äldre begreppet landstingskommun levde dock kvar i regeringsformen, vilket tillsammans med 1991 års betydelseskiftning ledde till viss terminologisk förvirring vid läsning av äldre texter. Vid 2010 års grundlagsreform utmönstrades begreppet landstingskommun ur regeringsformen. Istället talar regeringsformen om kommuner på regional nivå. Som regeringen påpekade (se prop. 2009/10:80 s. 247) innebär ändringen att det inte längre i regeringsformen anges hur kommuntypen ska betecknas i lag.